# Mesanthemum glabrum
Mesanthemum glabrum är en gräsväxtart som beskrevs av Kimp. Mesanthemum glabrum ingår i släktet Mesanthemum och familjen Eriocaulaceae. Inga underarter finns listade i Catalogue of Life.